# Laura Pousová Tiová
Laura Pousová Tiová (* 1. října 1984, Granollers, Španělsko) je současná španělská profesionální tenistka. Jejím nejvyšším umístěním na žebříčku WTA ve dvouhře bylo 73. místo v červenci 2011 a ve čtyřhře 151. místo v dubnu 2005.
Na okruhu WTA dosud nevyhrála žádný turnaj. Na okruhu ITF zvítězila na 9 turnajích ve dvouhře a 6 turnajích ve čtyřhře.

## Finálové účasti na turnajích WTA (0)
Žádného finále na WTA se neúčastnila.

## Vítězství na okruhu ITF (15)

### Dvouhra (9)
| Č. | Datum              | Turnaj           | Dotace   | Povrch | Soupeřka ve finále               | Výsledek         |
| 1. | 26. říjen, 2003    | Sevilla          | 10 000 $ | antuka | Adriana Gonzálezová Peñasová     | 6-2, 3-6, 6-3    |
| 2. | 15. únor, 2004     | Mallorca         | 10 000 $ | antuka | Ana Timotićová                   | 4-6, 6-3, 6-0    |
| 3. | 28. únor, 2004     | Gran Canaria     | 10 000 $ | antuka | Nuria Roigová Tostová            | 5-7, 6-2, 7-6(3) |
| 4. | 24. říjen, 2004    | Sevilla          | 25 000 $ | antuka | Kira Nagyová                     | 7-5, 6-1         |
| 5. | 21. listopad, 2004 | Barcelona        | 25 000 $ | antuka | Cvetana Pironkovová              | 4-6, 7-5, 6-2    |
| 6. | 1. květen, 2005    | Cagnes-sur-Mer   | 75 000 $ | antuka | Jekatěrina Byčkovová             | 7-6(4), 6-4      |
| 7. | 10. červenec, 2005 | Cuneo            | 50 000 $ | antuka | Conchita Martínezová Granadosová | 6-3, 6-2         |
| 8. | 24. květen, 2009   | Ain Soukhna-Suez | 10 000 $ | antuka | Zuzana Linhová                   | 6-1, 6-2         |
| 9. | 13. prosinec, 2009 | Benicarlo        | 10 000 $ | antuka | Leticia Costasová Moreirová      | 6-1, 6-1         |

### Čtyřhra (6)
| Č. | Datum              | Turnaj           | Dotace   | Povrch | Partnerka                    | Soupeřky ve finále                                       | Výsledek       |
| 1. | 24. říjen, 2004    | Sevilla          | 25 000 $ | antuka | Lourdes Domínguezová Linová  | Kira Nagyová Virág Némethová                             | 6-2, 6-3       |
| 2. | 21. listopad, 2004 | Barcelona        | 25 000 $ | antuka | Lourdes Domínguezová Linová  | Nina Bratčikovová Jekatěrina Kožokinová                  | 6-4, 7-6(4)    |
| 3. | 29. červen, 2007   | Getxo            | 25 000 $ | antuka | Nuria Llagosteraová Vivesová | Conchita Martínezová Granadosová María Emilia Salerniová | 6-2, 6-1       |
| 4. | 17. květen, 2009   | Ain Soukhna-Suez | 10 000 $ | antuka | Yasmin Ebadová               | Galina Fokinová Anna Morginová                           | 6-4, 2-6, 10-5 |
| 5. | 14. listopad, 2009 | Mallorca         | 10 000 $ | antuka | Romina Oprandiová            | Leticia Costasová Moreirová Ines Ferrerová Suarezová     | 7-6(5), 6-2    |
| 6. | 12. prosinec, 2009 | Benicarlo        | 10 000 $ | antuka | Romina Oprandiová            | Alexandra Cadanțuová Diana Enacheová                     | 6-4, 6-3       |

## Fed Cup
Laura Pousová Tiová se zúčastnila 1 zápasu ve Fed Cupu za tým Španělska s bilancí 0-1 ve čtyřhře.

## Postavení na žebříčku WTA na konci sezóny

### Dvouhra
| Rok    | 2003 | 2004   | 2005  | 2006  | 2007   | 2008 | 2009   |
| Pořadí | 442. | ▲ 155. | ▲ 82. | ▼ 98. | ▼ 164. | ▼x   | ▲ 719. |

### Čtyřhra
| Rok    | 2004 | 2005   | 2006   | 2007   | 2008 | 2009   |
| Pořadí | 188. | ▼ 241. | ▼ 277. | ▲ 210. | ▼x   | ▲ 822. |